# Чесма (катер)
Че́сма — минный катер Российского Императорского флота, отличившийся в ходе Русско-турецкой войны 1877—1878 годов.
Один из четырёх катеров, которыми был вооружён минный транспорт «Великий князь Константин». Участник первой в истории успешной торпедной атаки (13-14 января 1878 года).

## Строительство
Построен в 1876 году на заводе Берда в Санкт-Петербурге. 26 декабря 1876 года приказом С. О. Макарова № 21 катеру было присвоено имя «Чесма» (в соответствии с орфографией того периода — «Чесьма») в честь победы русского флота в сражении в Чесменской бухте.

## Конструкция
«Чесма» был единственным из четырёх катеров «Великого князя Константина» сделанным специально по заказу (остальные были — два («Наварин», «Минёр») разъездных, снятые с других кораблей, один («Синоп») — гидрографический). «Чесма» была сделана из тонких медных листов, что доставляло дополнительные сложности — кроме того, что корпус мог пострадать даже от лёгкого удара, из-за его слабости подъём на боканцы (шлюпбалки) приходилось осуществлять поднимая катер за паровой котёл, поддерживая снизу изогнутой деревянной балкой.
Но в отличие от других катеров «Чесма» обладала лучшей мореходностью, большей скоростью, могла нести шестовую мину без дополнительных ухищрений, и позже, когда на вооружение минного транспорта поступили самодвижущиеся мины (торпеды) Уайтхеда оказалась в состоянии нести торпедный аппарат в виде подкильной дырчатой трубы (на «Синопе» для этого использовался буксируемый плотик — труба оказалась для него слишком тяжелой). После торпедной атаки подкильная труба сбрасывалась, так как сильно снижала скорость катера.

## Служба
В ходе Русско-турецкой войны 1877—1878 годов «Чесма» участвовала во всех пяти ночных рейдах «Великого князя Константина» против флота Османской империи (подробнее в статье о «Великом князе Константине»). Во всех рейдах катером командовал один из основоположников и энтузиастов минного дела, соратник С. О. Макарова, лейтенант, позже — капитан-лейтенант, Измаил Максимович Зацаренный.
В ночь с 13 на 14 января 1878 года катера «Чесма» и «Синоп» (под командование лейтенанта Шешинского), доставленные к Батуму минным транспортом «Великий князь Константин», провели первую в мировой истории успешную торпедную атаку, потопив турецкую канонерскую лодку.
Из копии с рапорта лейтенанта Зацаренного командующему пароходом «Великий Князь Константин» (С. О. Макарову) от 16 января 1878 года:

 В 2 1/2 часа ночи на 14-е января отвалив от борта парохода, катера пошли по указанному направлению на Батумский рейд, но легкий береговой туман и снег на горах изменяли форму берегов, — почему пришлось идти медленно и только в 1/2 2 часа мы вошли на рейд с севера. Луна восходила из-за гор и около 2-х часов ярко осветила неприятельскую эскадру и рейд, на котором прежде всего увидали стоящее, при выходе с рейда, сторожевое двухмачтовое судно, затем освещенные луною белые здания города, батарею на маячном мысе и семь судов, стоящих у берега, как всегда в Батуме, кормами к берегу, между ними особенно отличались беловатые кожухи одного 2-х мачтового парохода, ближайшего к выходу, затем следовали: два трехмачтовых судна, пароход с большими кожухами и ещё в глубине бухты три судна с рангоутом, число мачт на которых было весьма трудно определить. Расстояние от нас до эскадры было около 1 мили, а до сторожевого судна около 1/2 мили. Освещенные луною снежные горы делали картину ещё светлее.
Подойдя к сторожевому судну и определив, что оно военное, приблизительно от 1000—1500 тонн, двухмачтовое, имеющее фок-мачту с реями, винтовое, под парами, с шестью поднятыми белыми шлюпками, я дал самый малый ход и с расстояния 40 — 30 саженей выстрелил миною Уайтхеда, в то же время и лейтенант Шешинский пустил свою мину. Последовавшие два одновременно взрыва в правый борт, мой по направлению грот-мачты, а Шешинского правее, подняли высокий и широкий, чёрный столб воды в пол-мачты, послышался страшный треск и пароход накренившись на правую сторону через минуту совершенно скрылся под водою, а затем и мачт не стало видно и только большой круг обломков указывал место его гибели; дружное «ура», катеров известили неприятельскую эскадру о потоплении его сторожевого парохода.
Ужасные отчаянные крики утопающих турок огласили тихую бухту. Оба катера осторожно вошли в массу обломков, желая спасти хотя часть людей, но путаясь все время винтами в обломках, мы поспешили выйти на чистое место и направились обратно к своему пароходу. В это время в стороне эскадры показался дым, вероятно идущего судна или катера для спасения людей и открылась с берега орудийная пальба, а затем действительно минут через 10 — 15, на месте катастрофы показались огни фалшвееров. В начале 4 часов катера пристали к борту парохода Великий Князь Константин.
Во время атаки поведение команд обоих катеров было безукоризненно.

О чём имею честь доложить.

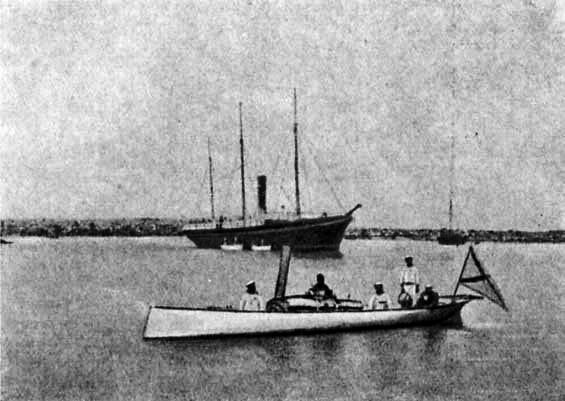
Минный катер «Чесма» на фоне минного транспорта «Великий князь Константин»

Позже выяснилось, что потопленный корабль — винтовая канонерская лодка «Интибах» водоизмещением 163 тонны. Адмирал турецкого флота Гобарт-паша не упоминает о гибели этого корабля (но он и до этого был склонен к дезинформации, в частности, про потопление трёх русских минных катеров при предыдущей торпедной атаке). Вероятно поэтому в некоторых источниках иногда указывается, что в ходе атаки «Интибах» был только поврежден.
Атаки минных катеров парохода «Великий князь Константин» нашли отражение в картинах русских маринистов Айвазовского, Лагорио, Боголюбова.